# أحمد يلدز
أحمد يلدز (بالتركية: Ahmet Yıldız)‏ هو فيزيائي تركي، ولد في 1979.